# Ohren (Hünfelden)
Ohren ist einer von sieben Ortsteilen der Gemeinde Hünfelden im mittelhessischen Landkreis Limburg-Weilburg.

## Geografische Lage
Ohren ist der südlichste Ortsteil der Gemeinde Hünfelden. Seine Gemarkung grenzt nordwestlich an die des Verwaltungssitzes Kirberg und nordöstlich an die des einwohnerstärksten Ortsteils Dauborn. Im Süden grenzt die Ohrener Gemarkung an den Rheingau-Taunus-Kreis und die dortige Gemeinde Hünstetten, genauer an die Ortsteile Ketternschwalbach, Bechtheim und Beuerbach (von Westen).
Die Gemarkung beschreibt eine grobe, nach Norden zugespitzte Dreiecksform mit dem Ort und einem umliegenden Streifen Acker- und Grünland in der Mitte und Ausläufern größerer Waldgebiete an der West- und Ostseite. Durch den Ort fließt der Hainbach. Die Gemarkung steigt an der Ost- und der Westseite sowie im Süden an. Höchste Erhebungen sind die Junkerheck mit 339 Metern im Südwesten und der Schanzenkopf mit 324 Metern im Süden.

## Geschichte
Ohren liegt an der alten Trasse der Hühnerstraße, einer bedeutenden, auf die Kelten zurückgehenden Handelsstraße zwischen Rheinland, Taunus und Wetterau. Die älteste bekannte Erwähnung datiert auf das Jahr 1301. Vermutlich wurde die Siedlung nicht lange zuvor angelegt, in der Spätphase der mittelalterlichen Binnenkolonisation. Deshalb entstand der Ort in einer dicht bewaldeten Umgebung auf Böden geringer Qualität.
Um 1355 wurde südlich der Ohrener Gemarkung das Bechtheimer Gebück angelegt. Die Gemarkungs- und damit auch Gemeinde- sowie Landkreisgrenze folgt bis heute grob dem Verlauf dieser von Hecken gebildeten Grenzbefestigung.
Im Jahr 1612 erhielt der Ort einen eigenen Friedhof und eine Kapelle mit eigenem Kirchenvorstand, blieb aber wie zuvor der Pfarrei Kirberg und dem dortigen Pfarrer zugeordnet. Am Ende des Dreißigjährigen Krieges war Ohren nahezu entvölkert. Im Jahr 1717 wurde in Ohren eine eigene Schule erbaut.
Hessische Gebietsreform (1970–1977)
Zum 1. Oktober 1971 fusionierte die bis dahin selbständige Gemeinde Ohren im Zuge der Gebietsreform in Hessen mit sechs weiteren Gemeinden freiwillig zur neuen Gemeinde Hünfelden.
Für die ehemals eigenständigen Gemeinden von Hünfeld wurde je ein  Ortsbezirk mit Ortsbeirat und Ortsvorsteher nach der Hessischen Gemeindeordnung gebildet.
Verwaltungsgeschichte im Überblick
Die folgende Liste zeigt die Herrschaftsgebiete und Staaten, in denen Ohren lag, bzw. die Verwaltungseinheiten, denen es unterstand:
- vor 1806: Heiliges Römisches Reich, Amt Kirberg (halb Fürstentum Nassau-Diez, halb Fürstentum Nassau-Usingen)
- ab 1806: Herzogtum Nassau, Amt Kirberg (Gemeinschaftsbesitz von Nassau-Usingen und Nassau-Oranien)
- ab 1816: Herzogtum Nassau[Anm. 1], Amt Limburg
- ab 1849: Herzogtum Nassau, Kreisamt Limburg[Anm. 2]
- ab 1854: Herzogtum Nassau, Amt Limburg
- ab 1867: Norddeutscher Bund[Anm. 3], Königreich Preußen, Provinz Hessen-Nassau, Regierungsbezirk Wiesbaden, Unterlahnkreis[Anm. 4]
- ab 1871: Deutsches Reich, Königreich Preußen, Provinz Hessen-Nassau, Regierungsbezirk Wiesbaden, Unterlahnkreis
- ab 1886: Deutsches Reich, Königreich Preußen, Provinz Hessen-Nassau, Regierungsbezirk Wiesbaden, Kreis Limburg
- ab 1918: Deutsches Reich, Freistaat Preußen, Provinz Hessen-Nassau, Regierungsbezirk Wiesbaden, Kreis Limburg
- ab 1944: Deutsches Reich, Freistaat Preußen, Provinz Nassau, Landkreis Limburg
- ab 1945: Amerikanische Besatzungszone, Groß-Hessen, Regierungsbezirk Wiesbaden, Landkreis Limburg
- ab 1946: Amerikanische Besatzungszone, Hessen, Regierungsbezirk Wiesbaden, Landkreis Limburg
- ab 1949: Bundesrepublik Deutschland, Hessen, Regierungsbezirk Wiesbaden, Landkreis Limburg
- ab 1968: Bundesrepublik Deutschland, Hessen, Regierungsbezirk Darmstadt, Landkreis Limburg
- ab 1971: Bundesrepublik Deutschland, Hessen, Regierungsbezirk Darmstadt, Landkreis Limburg, Gemeinde Hünfelden[Anm. 5]
- ab 1974: Bundesrepublik Deutschland, Hessen, Regierungsbezirk Darmstadt, Landkreis Limburg-Weilburg, Gemeinde Hünfelden
- ab 1981: Bundesrepublik Deutschland, Hessen, Regierungsbezirk Gießen, Landkreis Limburg-Weilburg, Gemeinde Hünfelden

## Bevölkerung
Einwohnerentwicklung
| Ohren: Einwohnerzahlen von 1834 bis 2018 | Ohren: Einwohnerzahlen von 1834 bis 2018 | Ohren: Einwohnerzahlen von 1834 bis 2018 | Ohren: Einwohnerzahlen von 1834 bis 2018 | Ohren: Einwohnerzahlen von 1834 bis 2018 |
| --- | ---------------------------------------- | ---------------------------------------- | ---------------------------------------- | ---------------------------------------- |
| Jahr |                                          |                                          |                                          | Einwohner                                |
| 1834 | 1834                                     |                                          | 416                                      | 416                                      |
| 1840 | 1840                                     |                                          | 455                                      | 455                                      |
| 1846 | 1846                                     |                                          | 483                                      | 483                                      |
| 1852 | 1852                                     |                                          | 508                                      | 508                                      |
| 1858 | 1858                                     |                                          | 503                                      | 503                                      |
| 1864 | 1864                                     |                                          | 500                                      | 500                                      |
| 1871 | 1871                                     |                                          | 457                                      | 457                                      |
| 1875 | 1875                                     |                                          | 392                                      | 392                                      |
| 1885 | 1885                                     |                                          | 402                                      | 402                                      |
| 1895 | 1895                                     |                                          | 382                                      | 382                                      |
| 1905 | 1905                                     |                                          | 407                                      | 407                                      |
| 1910 | 1910                                     |                                          | 389                                      | 389                                      |
| 1925 | 1925                                     |                                          | 382                                      | 382                                      |
| 1939 | 1939                                     |                                          | 347                                      | 347                                      |
| 1946 | 1946                                     |                                          | 459                                      | 459                                      |
| 1950 | 1950                                     |                                          | 446                                      | 446                                      |
| 1956 | 1956                                     |                                          | 426                                      | 426                                      |
| 1961 | 1961                                     |                                          | 443                                      | 443                                      |
| 1967 | 1967                                     |                                          | 503                                      | 503                                      |
| 1970 | 1970                                     |                                          | 486                                      | 486                                      |
| 1980 | 1980                                     |                                          | ?                                        | ?                                        |
| 1990 | 1990                                     |                                          | ?                                        | ?                                        |
| 2000 | 2000                                     |                                          | ?                                        | ?                                        |
| 2008 | 2008                                     |                                          | 811                                      | 811                                      |
| 2011 | 2011                                     |                                          | 780                                      | 780                                      |
| 2018 | 2018                                     |                                          | 774                                      | 774                                      |
| Datenquelle: Historisches Gemeindeverzeichnis für Hessen: Die Bevölkerung der Gemeinden 1834 bis 1967. Wiesbaden: Hessisches Statistisches Landesamt, 1968. Weitere Quellen: ; nach 1970: Gemeinde Hünfelden Zensus 2011 |                                          |                                          |                                          |                                          |

Einwohnerstruktur 2011
Nach den Erhebungen des Zensus 2011 lebten am Stichtag dem 9. Mai 2011 in Ohren 780 Einwohner. Darunter waren 24 (3,1 %) Ausländer.
Nach dem Lebensalter waren 132 Einwohner unter 18 Jahren, 318 zwischen 18 und 49, 183 zwischen 50 und 64 und 144 Einwohner waren älter.
Die Einwohner lebten in 318 Haushalten. Davon waren 72 Singlehaushalte, 102 Paare ohne Kinder und 111 Paare mit Kindern, sowie 24 Alleinerziehende und 6 Wohngemeinschaften. In 72 Haushalten lebten ausschließlich Senioren und in 207 Haushaltungen lebten keine Senioren.
Historische Religionszugehörigkeit
- 1885: 398 evangelische (= 99,00 %), 4 katholische (= 1,00 %) Einwohner[1]
- 1961: 377 evangelische (= 85,10 %), 62 katholische (= 14,00 %) Einwohner[1]

## Kultur und Sehenswürdigkeiten

### Vereine
Ohren verfügt über die im Jahr 1934 gegründete Freiwillige Feuerwehr (seit dem 1. April 1972 mit Jugendfeuerwehr), den Gemischten Chor und den Sportverein TSG. Dazu kommen je ein Ortsverband der SPD und des VdK.

### Bauwerke

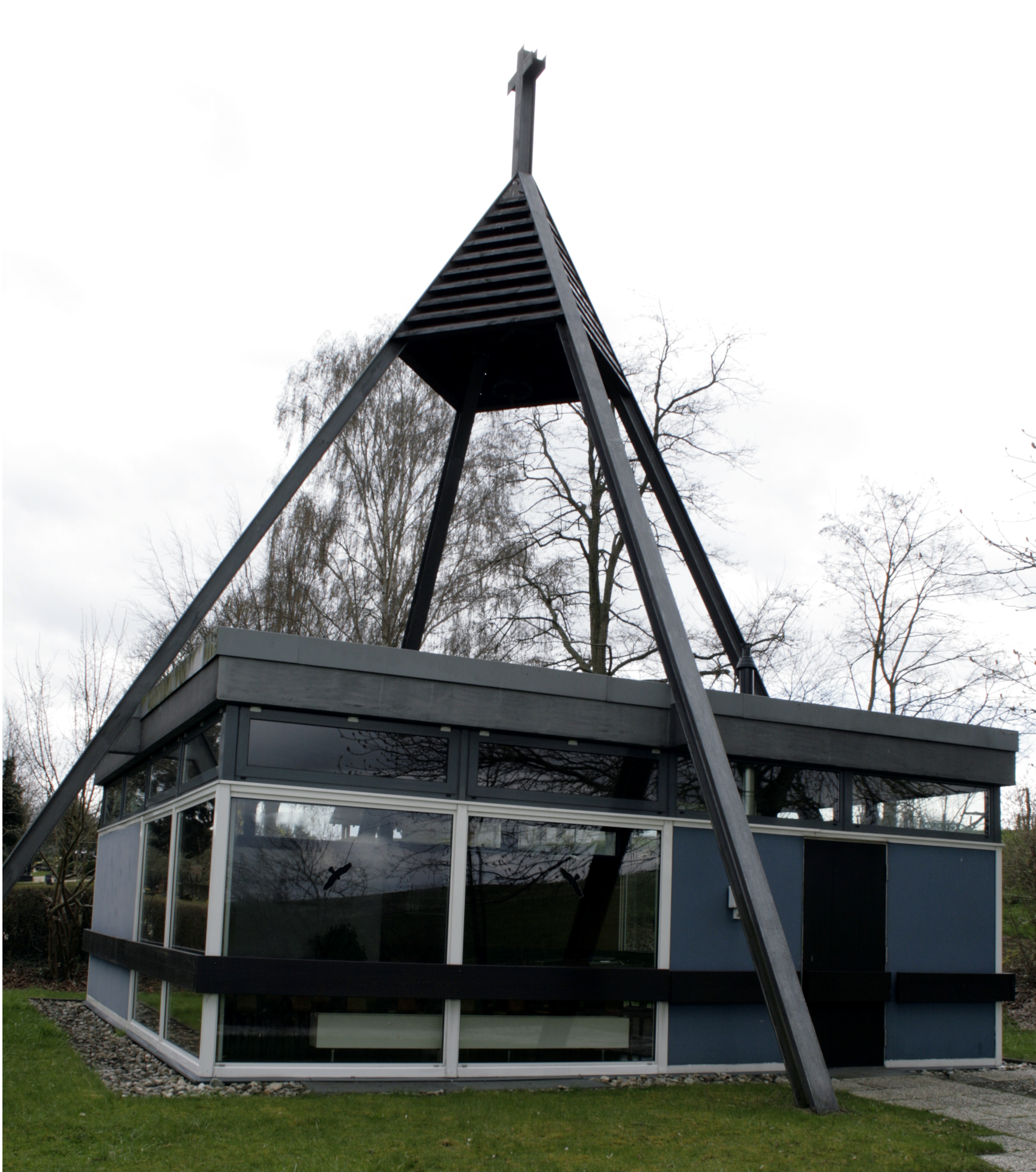
Kirche
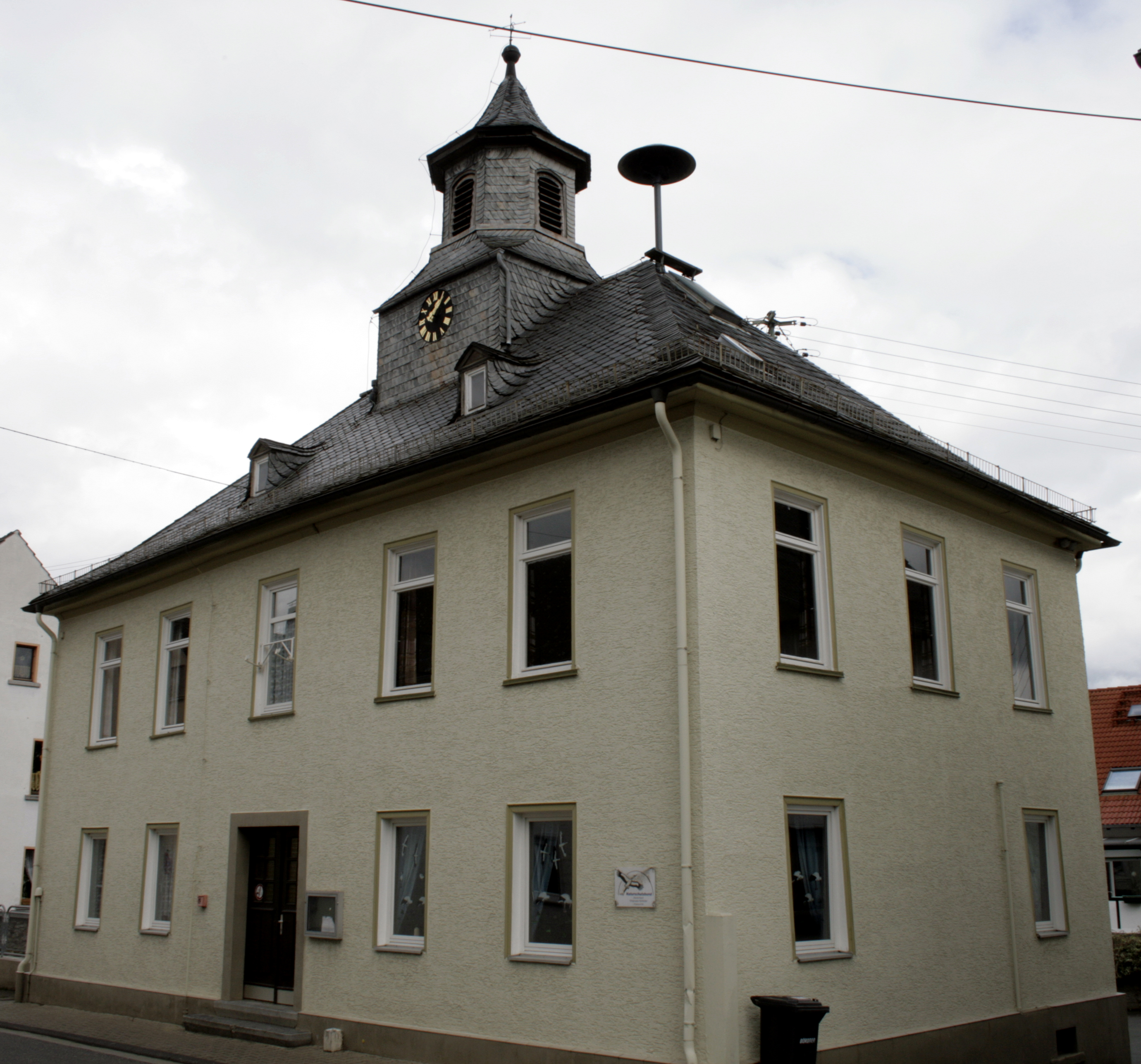
Alte Schule
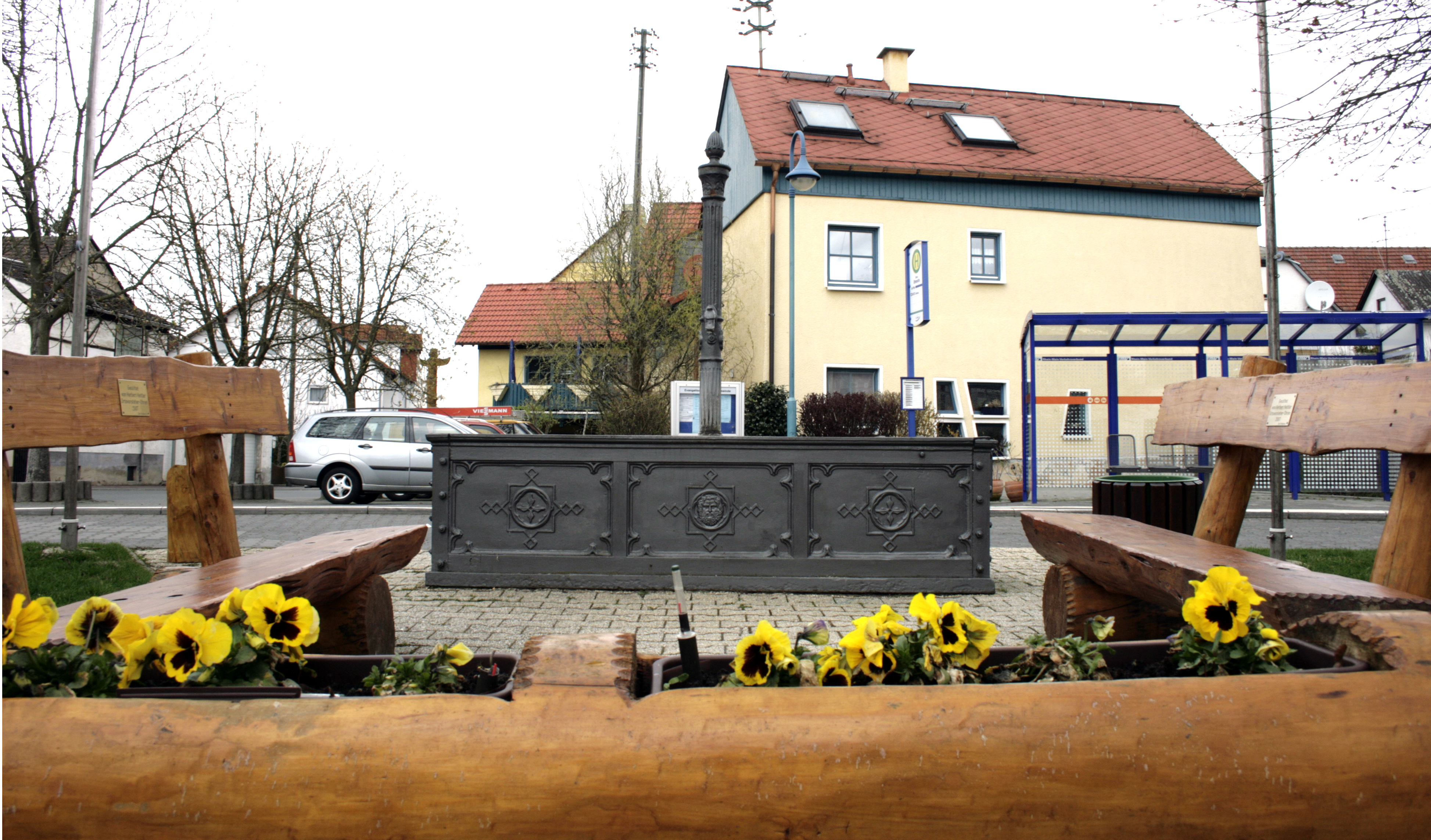
Dorfplatz mit Brunnen

## Infrastruktur
In Ohren sorgt die Freiwillige Feuerwehr Ohren, gegr. 1934 (seit 1. April 1972 mit ihrer Jugendfeuerwehr) für den abwehrenden Brandschutz und die allgemeine Hilfe.